# Joachim Müller (Politiker, 1947)

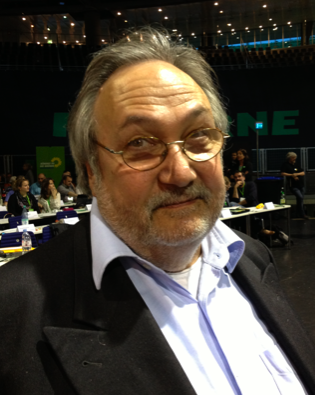
Joachim Müller als Delegierter auf dem Parteitag Bündnis 90/Die Grünen in Berlin, 27. April 2013

Joachim „Jo“ Müller (* 7. Januar 1947 in Hamburg) ist ein Politiker der Bündnis 90/Die Grünen Hamburg und Verleger.

## Leben
Joachim Müller studierte nach dem Abitur in Lübeck zunächst Theatergeschichte, Germanistik und Soziologie in München, wechselte dann aber um auf Wirtschaftswissenschaften und Soziologie. Von 1974 bis 1980 war er Lehrbeauftragter an der Universität Bremen für Betriebs- und Volkswirtschaftslehre. 1980 promovierte er zum Thema „Computergesteuerte Maschinen“. Von 1978 bis 1990 war er an der Carl von Ossietzky Universität Oldenburg als Hochschulassistent angestellt. Er unterrichtete die Fächer Allgemeine Betriebswirtschaftslehre sowie Betriebliches Rechnungswesen. Von 1990 bis 1997 war er Chefredakteur und Herausgeber der Wochenzeitung Hamburger Rundschau, die 1999 Konkurs ging. Seit 2004 ist er wieder Lehrbeauftragter an der Universität Oldenburg.

## Politik
Joachim Müller gehört zu den Gründungsmitgliedern der grünen Partei in Bremen, wo die Grünen nach der Bürgerschaftswahl 1979 erstmals in ein Landesparlament einzogen. 1983 ging er als wissenschaftlicher Mitarbeiter der ersten grünen Bundestagsfraktion in die damalige Bundeshauptstadt Bonn, um sich auf seinen Einsatz als Bundestagsabgeordneter nach der für 1985 zu erwartenden Rotation vorzubereiten. Ab 13. März 1985 war er Mitglied des 10. Deutschen Bundestags. Er vertrat die Grünen im Haushaltsausschuss, in der „Enquête-Kommission Technikfolgenabschätzung“ und im Untersuchungsausschuss „Neue Heimat“. Von 1988 bis 1990 gehörte er als wissenschaftlicher Sachverständiger der neuen „Enquête-Kommission Technikfolgenabschätzung“ an.
Innerhalb der Partei gilt Müller als „Hardcore-Realo […] und Befürworter schwarz-grüner Bündnisse“ Im Mai 2007 nominierten ihn die Bezirksfraktionen der CDU und der GAL als Bezirksamtsleiter für Hamburg-Altona. Diese Nominierung löste bei den Hamburger Grünen eine innerparteiliche Krise aus, die zu Müllers Rücktritt von der Kandidatur führte.

## Veröffentlichungen
- Computergesteuerte Maschinen : die Ökonomie automatisierter Produktionsprozesse und deren Auswirkungen auf die Arbeitsanforderungen. Campus-Verlag, Frankfurt/Main und New York 1981, ISBN 3-593-32955-7